# SuperBrawl I
SuperBrawl I si svolse il 19 maggio 1991 presso la Bayfront Arena di Saint Petersburg (Florida). Si trattò della prima edizione dell'evento di wrestling in pay-per-view della serie SuperBrawl prodotto dalla World Championship Wrestling.

## Evento
Il main event dello show fu un match che vide contrapposti l'allora WCW World Heavyweight Champion Ric Flair e l'NWA World Heavyweight Champion Tatsumi Fujinami con in palio entrambe le cinture. Negli Stati Uniti l'incontro venne sponsorizzato solo come match per il titolo WCW World Heavyweight Championship, non menzionando il fatto che Fujinami aveva sconfitto Flair per l'NWA World Heavyweight Championship nel marzo 1991. Altri match notevoli all'evento furono Bobby Eaton contro Arn Anderson per il WCW World Television Championship, e The Steiner Brothers contro Sting & Lex Luger per i WCW World Tag Team Championship. Nel primo match della serata, The Fabulous Freebirds vinsero il vacante titolo WCW United States Tag Team Championship. Nel corso dello show furono combattuti dodici match, ma alcuni di questi furono tagliati dalla versione ufficiale del ppv in formato VHS. L'evento vide inoltre il debutto televisivo di Johnny B. Badd.

## Risultati
| N.         | Match | Stipulazione                                                          | Durata |
| ---------- | --- | --------------------------------------------------------------------- | ------ |
| Dark match | Mighty Thor sconfigge El Cubano                                                                                        | Single match                                                          | N/A    |
| 1          | The Fabulous Freebirds (Michael Hayes & Jimmy Garvin) sconfiggono The Young Pistols (Tracy Smothers & Steve Armstrong) | Tag team match per il vacante WCW United States Tag Team Championship | 10:19  |
| 2          | Dan Spivey sconfigge Ricky Morton                                                                                      | Single match                                                          | 03:11  |
| 3          | Nikita Koloff sconfigge Tommy Rich                                                                                     | Single match                                                          | 04:27  |
| 4          | Dustin Rhodes sconfigge Terrance Taylor                                                                                | Single match                                                          | 08:05  |
| 5          | Big Josh sconfigge Black Bart                                                                                          | Single match                                                          | 03:46  |
| 6          | Oz sconfigge Tim Parker                                                                                                | Single match                                                          | 00:26  |
| 7          | Barry Windham sconfigge Brian Pillman                                                                                  | Taped fist match                                                      | 06:08  |
| 8          | El Gigante sconfigge Sid Vicious                                                                                       | Stretcher match                                                       | 02:13  |
| 9          | Ron Simmons sconfigge Butch Reed                                                                                       | Steel Cage match                                                      | 09:39  |
| 10         | The Steiner Brothers (Rick & Scott) (c) sconfiggono Sting & Lex Luger                                                  | Tag team match per il WCW World Tag Team Championship                 | 11:09  |
| 11         | Bobby Eaton sconfigge Arn Anderson (c)                                                                                 | Single match per il WCW World Television Championship                 | 11:50  |
| 12         | Ric Flair (c) sconfigge Tatsumi Fujinami (c)                                                                           | Single match per i titoli NWA e WCW World Heavyweight Championship    | 18:39  |

## Conseguenze
SuperBrawl I fu l'ultima occasione nella quale la WCW menzionò il fatto che, tecnicamente, WCW World Heavyweight e NWA World Heavyweight erano due titoli separati fino al 1992 quando furono create due cinture separate detenute da due wrestler diversi. SuperBrawl sarebbe inoltre risultato essere l'ultimo ppv di Flair in WCW prima del suo inaspettato passaggio alla World Wrestling Federation meno di due mesi dopo a causa di dissidi finanziari. All'epoca della sua fuoriuscita, egli era ancora il campione in carica e portò la cintura con lui nella federazione rivale. Il tag team match Steiner Brothers contro Sting & Lex Luger fu votato "Match of the Year" del 1991 dai lettori dell'importante rivista di settore Pro Wrestling Illustrated. Butch Reed lasciò la WCW poco tempo dopo SuperBrawl una volta terminato il suo feud con Ron Simmons, l'ex partner di tag team nei Doom.